# 矮草沙蚕
矮草沙蚕（学名：Tripogon humilis）为禾本科草沙蚕属下的一个种。种加名 humilis 意为“低矮的”。